# Turó comú
La fura de bosc comuna, fura boscana comuna (Mustela putorius), també conegut com a turó comú, o fura salvatge, és un carnívor poc conegut i amenaçat a la península Ibèrica. Cal indicar que la fura de bosc es confon fàcilment amb la fura domèstica. El parentiu entre ambdues és encara poc conegut, i s'atribueix aquesta forma, generalment albina, tant a la fura de bosc europea (el més probable) com al turó de l'estepa (Mustela eversmanii). El seu nom científic, Mustela putorius, vol dir literalment 'mostela pudenta'.

## Etimologia
La comunitat científica, sembla que a tort, sol designar aquest animal com a * turó (cast turón, fr. putois). El nom vindria del portuguès touro segons Joan Coromines per la fúria característica d'aquest animal o perquè té la força d'un toro en agafar la seva presa que no deixa anar, gràcies a l'articulació entre la mandíbula inferior i el crani, tot formant una mena de xarnera que és molt difícil de separar.
El català antic trobem putoi i en català modern fura de bosc, fura boscana i fura mostelera o simplement fura o furó. La nomenclatura popular el coneix amb noms tant variats com [gat] pudent, gat-put, [mostela] pudenta, espunyac o esputnyac i espucnaix (en alt-empordanès), gat-pucnaix.
Joan Coromines dona «putnais» com a antic adjectiu insultant (pudent) d'on l'occità antic 'putnais' i francès 'punais' que el Dictionnaire de la langue française d'Émile Littré explica així «dans ce mot le radical put de putere, puer; et en conséquence on le ramène à une forme fictive putnacem, comme pugnax, de pugnare. La finale nais ne se rapporte pas à nasus, nez; car punais signifie non puant du nez, sens particulier et récent, mais puant en général. Punais est dans le Renard le nom du putois.»
Article «putois» del Diccionari bàsic francès - català (tercera edició ampliada) de Lluís Creixell :
a) fura f. (v. furet), b) pudent (R) m., c) espunyac m. d) putoi m. (langue classique, cf. DCVB), e) turó m. (GEC), castillanisme / nota : «le (putois' n'étant du point de vue zoologique qu'une variété de 'furet' fura peut convenir. En principe fura (= furet) s'applique à l'animal domestique tandis que putois est réservé à la variété sauvage. A Barcelone les avis sont partagés et certains zoologues pour la variété sauvage disent turó, simple adaptation du castillan TURÓN (= putois) inclus par la GEC mais ignoré par le DCVB. J. Miracle ne donne aucune référence ou localisation géographique de espunyac (extension, etc.) que le DCVB ne relève pas. Toutefois J. Miracle étant un auteur sérieux (il a complété le DGLLC) espunyac doit être pris en considération. Pudent (= putois) est à côté de fura (= furet) usuel en R. Je l'ai relevé à Canet et à Céret. Veny i Clar m'informe que lors de ses enquêtes pour l'Atlas lingüístic del Domini Català il a relevé pudent à Salses, Saint-Cyprien, Formiguères, Porté. Pudent à partir d'una base PUT- est une forme parallèle à l'occitan pudís, italien puzzola (= putois) (…)». A l'obra Faune Populaire de la France Eugène Rolland dona pudent i a Le guide en Roussillon ou Itinéraire du voyageur dans le Dép. des Pyrénées de Dominique-Marie-Joseph Henry també hi apareix la forma «pudent».

## Descripció

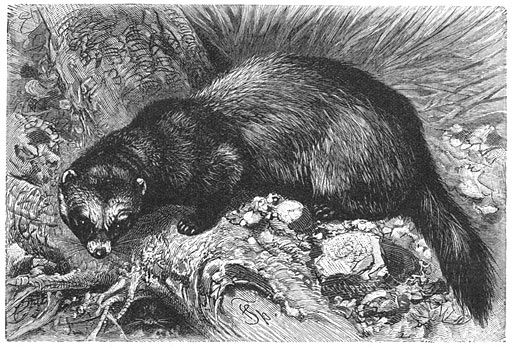
Il·lustració d'A. E. Brehm, 1927).

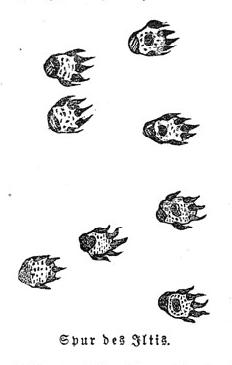
Petjades de fura de bosc.

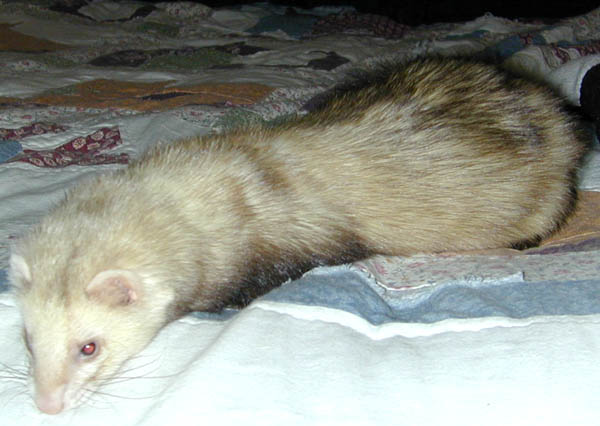
Mustela putorius furo

Amb una talla mitjana, els mascles pesen prop d'un quilo (entre 700 i 1.700 g) i les femelles, uns 600 g (entre 400 i 1.000 g). Així doncs, una de les seves principals característiques és el seu gran dimorfisme sexual pel que fa a la talla, ja que els mascles, en mitjana, són entre 60 i 70% més pesants.

## Subespècies

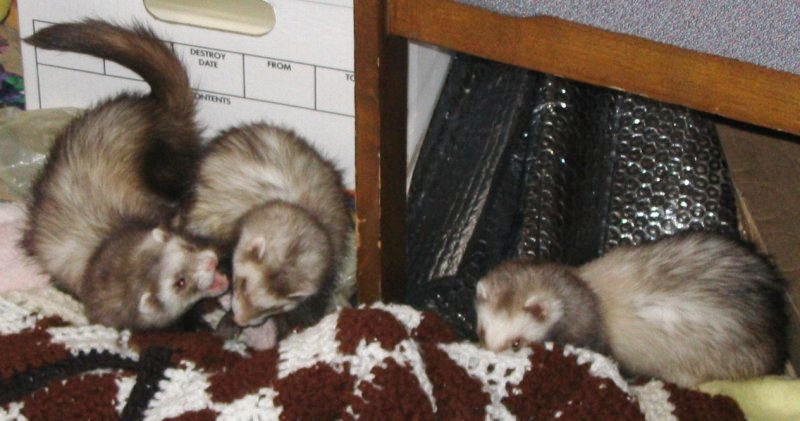
Mustela putorius furo

- Mustela putorius anglia (Pocock, 1936) present a Gal·les.[6][7][8]
- Mustela putorius aureola (Barrett-Hamilton, 1904) present a la península Ibèrica.[6][9]
- Mustela putorius caledoniae (Tetley, 1939) present a Escòcia.[6][10][11]
- Mustela putorius furo (Linnaeus, 1758)
- Mustela putorius mosquensis (Heptner, 1966) present a Euràsia.[6][12]
- Mustela putorius putorius (Linnaeus, 1758) present a Europa.[13][14][15]
- Mustela putorius rothschildi (Pocock, 1932)[16] present a Europa.[13][17][18]

## Reproducció

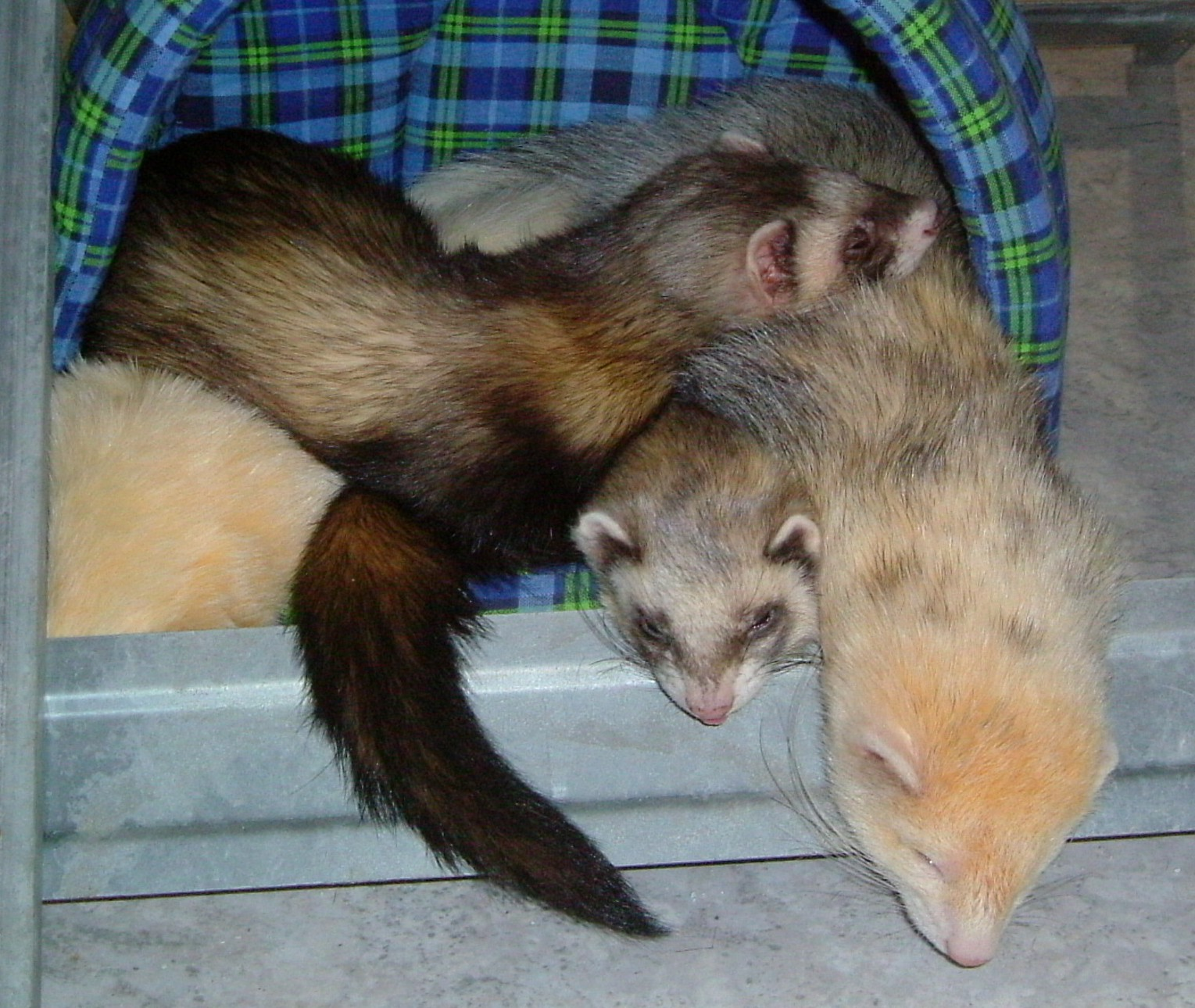
Mustela putorius furo

A la península Ibèrica hom no ha realitzat estudis sobre cap aspecte de la biologia d'aquesta espècie, excepte pel que fa a la seva dieta. A França Delattre i Herrenschmidt descriuen que els mascles, polígams, poden ésser sexualment actius des del febrer a l'agost, encara que el més habitual és que ho siguin durant març i abril. Les femelles només entren en zel un cop a l'any, coincidint principalment també amb els mesos de març-abril, encara que poden tenir un segon zel si la fecundació no té lloc a la primavera. L'ovulació és induïda per les repetides còpules.

## Alimentació
Pel que fa a la seva dieta, existeixen alguns estudis a la península Ibèrica que hi aporten informació. La fura de bosc es mostra com a espècie que es caracteritza pel seu elevat grau de consum d'amfibis, encara que on abunda el conill constitueix una altra presa d'importància (en conjunt solen superar el 40% de les captures i en les zones més seques arriben fins a les 3/4 parts). Els micromamífers també són una presa de gran importància (especialment a les zones més humides, on suposen la meitat de la seva dieta). Cal destacar que malgrat ésser una espècie típica de rius i zones humides, consumeix peixos tan sols molt ocasionalment.

## Distribució geogràfica
La fura de bosc és una espècie de distribució europea, manca només a les illes, tant mediterrànies com atlàntiques (llevat del sud de Gran Bretanya), la Península Escandinava (tret de l'extrem meridional de Suècia), gairebé tot Finlàndia i el nord de Rússia. A la península Ibèrica la seva distribució és mal coneguda, és comuna a molts indrets i, en canvi, totalment absent de molts altres. Hom ha d'indicar, però, que la fura de bosc europea està patint un important procés de regressió en gran part d'Ibèria, malgrat que en alguns indrets les seves poblacions s'han vist afavorides per projectes d'irrigació, com ara a Extremadura.
A Catalunya, la fura de bosc era una espècie comuna, estesa i ben coneguda a mitjan segle xx. En el cas de la Vall d'Aran, les darreres captures conegudes daten de la dècada dels anys setanta del segle xx. A començament del segle xx, Cabrera el cita, fins i tot, a Cervera. Ara, a principis del segle xxi, és una espècie relativament abundant només en determinades zones: l'Alt Empordà, el Baix Empordà, la Garrotxa, el Pla de l'Estany i el Gironès. A la Cerdanya no és rar, encara que la seva abundància hagi disminuït de forma apreciable en els darrers deu anys. Poblacions relictes i amb molt poques possibilitats de supervivència (per la seva escassetat d'individus i el seu isolament) hom les troba al Ripollès, el Segre Mitjà, l'Alt Camp i el Priorat. Del Bages hom no disposa de dades des de l'any 1984 (un mascle de 57,2 cm de llargada total atropellat a Castellterçol el 15 de febrer de 1984) i del Berguedà les darreres dades constatades són de l'any 1986.

## Hàbitat
A Catalunya, la fura de bosc es mostra com a espècie totalment lligada a cursos i masses d'aigua i molt característic de prats humits inundables temporalment, especialment si són rics en canals i séquies tradicionals i bardissars, del tipus de paisatge que hom anomena closes (típic de moltes zones de l'Empordà i de la plana de la Cerdanya). A les comarques meridionals del Principat de Catalunya, roman estrictament lligat a rius amb la vegetació de ribera diversa, ben desenvolupada i poc alterada. Malgrat tot això, sembla que l'espècie no ocupava el Delta de l'Ebre, si més no durant el segle xx. Manca totalment en els ecosistemes forestals ben constituïts i tan sols s'endinsa ocasionalment en els més oberts o alterats. Tolera molt bé els paisatges tradicionals humanitzats i, fins i tot, la presència humana (sovinteja els voltants de granges, rodalia de pobles i habitacles humans).
Pel que fa a la seva distribució en altitud és una espècie típica de les terres baixes o d'altitud mitjana, i és totalment absent als estatges alpins i subalpins a més de ser molt rara als estatges montans. Hom la troba des del nivell del mar fins als 1.550 m (Girul, la Cerdanya).
La seva gran especialització, quant al seu hàbitat, pot haver estat un dels principals factors que poden haver determinat la seva regressió. Aquest tipus de paisatge que li sembla més adient (closes i prats humits inundables) ha anat degradant-se i eixugant-se en gran part de Catalunya durant les darreres dècades. Tanmateix, les riberes i llits dels rius han estat sistemàticament alterats i canalitzats, fent desaparèixer una estructura equilibrada a la qual la fura de bosc sembla ésser molt sensible. La contaminació de les aigües pot haver estat una altra causa determinant, tot i que no és una espècie rara en molts indrets de l'Europa Central igualment contaminats. Un altre factor que hi pot haver contribuït és el fet que el conill sigui una de les seves preses naturals més habituals. La rarefacció i desaparició local d'aquest lagomorf en molts indrets pot haver contribuït a la desaparició d'aquest mustèlid de gran part de Catalunya.
No obstant això, i malgrat la segura influència d'aquests factors, difícilment poden explicar la dràstica disminució d'aquesta espècie entre els anys seixanta i setanta del segle xx, que va afectar molts altres indrets del País Valencià o Aragó, per exemple. Tanmateix, en moltes de les zones de Catalunya on viu actualment, la situació sembla estable. Així doncs, deuen haver actuat altres factors encara desconeguts. Una hipòtesi no confirmada atribueix aquesta regressió a una epizoòtia no detectada; val a dir que no és rar que apareguin turons morts en una mateixa zona sense causes justificades. Així, la primavera del 1987 foren trobats 3 exemplars morts en l'únic riu del Priorat on viu l'espècie (on, a més, és raríssima i on no s'havien trobat d'ençà de molts anys turons morts ni se n'hi han tornat a trobar).

## Gestió i conservació
La fura de bosc és potser el carnívor més amenaçat a Catalunya, si hom descompta l'os bru i el linx, i presenta una situació tan preocupant com la de la llúdria. És una espècie protegida des de l'any 1992.
Quant a les principals amenaces que presenta, sens dubte, hom ha d'incidir en el fet que encara no es coneguin totalment les seves causes de regressió. A més, s'ha de remarcar que tot i estar protegides, són moltes les fures de bosc que es capturen anualment, hom calcula que almenys se'n capturen de 5 a 10 tan sols a l'Alt Empordà. Els atropellaments constitueixen una altra causa important de mortalitat; així, en diversos indrets del Parc Natural dels Aiguamolls de l'Empordà i zones properes hom sap de densitats de 0,25-0,50 fures de bosc atropellades/km en alguns trams de carreteres. A l'estiu del 1992 es trobaren dues fures de bosc atropellades al tram de carretera de Girona a Corçà, que representaven un 0,08 exemplars/km, tot i que en anys anteriors no existien dades al respecte. Accions en el sentit de disminuir aquestes dues causes de mortalitat, com també per reduir els nivells de contaminació en les conques hidrogràfiques del NE del Principat de Catalunya són les principals iniciatives de conservació que caldria emprendre. També s'ha de dir que la recuperació del poblament d'amfibis als Aiguamolls de l'Empordà, després d'haver conclòs la utilització d'insecticides durs (substituïts per mètodes més adients) hi ha afavorit una certa recuperació de la fura de bosc.